# Kukavica (Vladičin Han)
Pour les articles homonymes, voir Kukavica.
Kukavica (en serbe cyrillique : Кукавица) est un village de Serbie situé dans la municipalité de Vladičin Han, district de Pčinja. Au recensement de 2011, il comptait 19 habitants.
Un autre village du même nom est situé à proximité.

## Géographie
Kukavica est située dans le massif montagneux de la Kukavica.

## Démographie
| 1948 | 1953 | 1961 | 1971 | 1981 | 1991 | 2002 | 2011 |
| ---- | ---- | ---- | ---- | ---- | ---- | ---- | ---- |
| 101  | 121  | 118  | 111  | 53   | 42   | 20   | 19   |

|  |